# Hans-Peter Szyszka
 Hans-Peter Szyszka (* 1959 in Leipzig) ist ein deutscher Maler, Zeichner und Grafiker.

## Leben
Er begann 1974 eine Lehre als Tiefdruckätzer und belegte  1979 ein Studium an der Hochschule für Grafik und Buchkunst Leipzig bei Arno Rink und Volker Stelzmann. Szyszka ist seit 1984 freischaffend in Erfurt als Maler und Grafiker tätig. Außerdem arbeitet er seit 1994 als Fotograf und seit 2006 wieder als Maler.
Szyszka arbeitet mit altmeisterlich orientierten Maltechniken. Er arbeitet vorwiegend mit farbigen Harz-Öl Lasuren.
Szyszka war bis 1990 Mitglied des Verbands Bildender Künstler der DDR.
Werke des Künstlers besitzt die  Nationalgalerie Berlin.

## Ausstellungen (unvollständig)
- 1987/88 X. Kunstausstellung der DDR, Dresden
- 1989 „Temperamente ’59“ Magdeburg, „Konturen“ Nationalgalerie Berlin
- 1989 XI. Kunstausstellung Erfurt
- 1990 Internationale Grafik Triennale Frechen
- 1990/91 „Kopfwinkelzüge“ Erfurt
- 1991 „Hans P. Szyszka“ – Malerei/Zeichnung, Darmstadt
- 2003 „Kunst in der DDR“ – Malerei („Spinne“ 1986), Staatliche Museen zu Berlin Neue Nationalgalerie
- 2006 „Die Nacht und ihre Kinder“ – Malerei, („Spinne“ 1986), Staatliche Museen und Staatsbibliothek zu Berlin, Klassik Stiftung Weimar
- 2017 "Stilles Leben" – Malerei, Kunstmuseen Erfurt im Schlossmuseum Molsdorf